# Maria Bonnevie
Maria Bonnevie (ur. 26 września 1973 w Västerås) – szwedzko-norweska aktorka filmowa.
Zasiadała w jury sekcji "Un Certain Regard" na 67. MFF w Cannes (2014).

## Wybrana filmografia
- O królu w niedźwiedzia zaklętym (Kvitebjørn Kong Valemon, 1991) jako księżniczka
- Den Hvite viking (1991) jako Embla
- Telegrafisten (1993) jako Pernille
- Jerozolima (Jerusalem, 1996) jako Gertrud
- Insomnia (1997) jako Ane
- Trzynasty wojownik (The 13th Warrior, 1999) jako Olga
- Tsatsiki: mama i policjant (Tsatsiki, morsan och polisen, 1999) jako Elin
- Syndare i sommarsol (2001) jako Evelyn
- Ważki (Øyenstikker, 2001) jako Maria
- Hr. Boe & Co.'s Anxiety (2001) jako Xenia
- Himmelfall (2002) jako Juni
- Księga Diny (I Am Dina, 2002) jako Dina
- Rekonstrukcja (Reconstruction, 2003) jako Simone/Aimee
- Odnaleźć przeznaczenie (I Am David, 2003) jako Matka
- Mamma, pappa, barn (2003) jako Rebecka
- Hotet (2004) jako Inger Brunell
- Tre solar (2004) jako Emma
- Dzień i noc (Dag och natt, 2004) jako Sarah
- Alt for Norge (2005) jako ona sama (głos)
- Wygnanie (Izgnaniye, 2007) jako Vera
- O czym nie wie nikt (Det som ingen wed, 2008) jako Ursula Matsberg
- Druga szansa (En chance til, 2014) jako Anna Thomsen
- Młodość Astrid (Unga Astrid, 2018) jako Hanna
- Na rauszu (Druk, 2020) jako Anika